# Carlos García Orjuela
Carlos Armando García Orjuela (Icononzo, Tolima; 5 de julio de 1949) es un político y médico neurocirujano colombiano. Ha sido senador de la República y presidente del Congreso de la República.

## Biografía
García Orjuela es el tercero de una familia de ocho hermanos, sus padres Margarita Orjuela y Enrique García. Es el padre de Pierre García Representante a la Cámara de Representantes por el Tolima. Estudió en la Universidad Nacional de Colombia, graduándose como médico cirujano en 1976. Ejerció como médico Rural en los municipios de Purificación y Saldaña en el Tolima. En julio de 1980 viaja a Bruselas, iniciando los estudios de neurocirugía en la Universidad Libre. Al año siguiente se traslada a la Universidad Claude Bernard de Lyon, Francia donde obtiene su título de especialista en 1984. Estudia Microcirugía Vascular. Realiza investigaciones en el Instituto de Investigaciones Médicas de Francia. 
Se gradúa como Neurocirujano. Realiza especializaciones en Zúrich, Suiza, con el Profesor Yarsagyl, pionero en cirugía de aneurismas cerebrales. En Canadá, con el Profesor Charles Drake estudia aneurismas de la base cerebral.

## Trayectoria política
A su regreso al país, se vincula como profesor de neurocirugía en la Universidad Nacional. Durante las primeras elecciones populares de 1988 participa como candidato a varios concejos municipales de su departamento y es elegido diputado a Asamblea Departamental del Tolima, periodo 1988-1990, a nombre del Partido Liberal. No se posesiona. En 1990 es elegido Representante a la Cámara por el departamento del Tolima.
Carlos García Orjuela es miembro de la Sociedad de Neurocirugía de Colombia. Miembro de la Sociedad de Neurocirugía de Lengua Francesa. Para las elecciones del año 2015 se postuló como candidato a la gobernación del Tolima.

## Senador de la República
En las elecciones legislativas de Colombia de 1994, García Orjuela fue elegido senador de la república de Colombia. Posteriormente en las elecciones legislativas de Colombia de 1998, 2002 y 2006 fue reelecto senador con un total de 58 974, 74 748 y 30 662 votos respectivamente. García reemplazó al ministro saliente Mario Uribe como Presidente del Senado de la República de Colombia en 2001. García es experto en temas cafeteros. Realizó los debates sobre la crisis financiera del Fondo Nacional del Café y el manejo de la Federación de Cafeteros. Sobre las políticas monetarias del Banco de la República. Los Tratados Internacionales y el papel del Congreso. En política Fiscal se destaca el debate sobre deuda pública de Colombia y la racionalidad de los impuestos.
Fue ponente de la Ley que regula el Mercado de Capitales y Títulos Valores en Colombia, un avance en el control de la Banca, titularización y enajenación de acciones y títulos, fortaleciendo la Bolsa de Valores. García participó como conferencista en varios foros financieros de Asobancaria y en Seminarios sobre café y TLC en Universidades del Exterior.

### Iniciativas
El legado legislativo de Carlos Armando García Orjuela se identificó por su participación en las siguientes iniciativas desde el congreso:

- Establecer la formación para el desarrollo personal, familiar y social de niños, niñas y adolescentes, a través de un proyecto de vida (Archivado).[3]
- Proyecto de Acto Legislativo que establecía la figura del Vicegobernador y el Vicealcalde (Archivado).[4]
- Rendir homenaje a los caficultores colombianos (Sancionado como ley).[5]
- Segunda vuelta y reelección inmediata de alcaldes y gobernadores con la finalidad de fortalecer el proceso electoral en Colombia (Archivado).[6]
- Rendir honores a la memoria del presidente Carlos Lleras Restrepo (Sancionado como ley).[7]
- Modificar unos artículos de la Constitución Política, garantizando los derechos de representación política de las mujeres (Archivado).[8]
- Crear instrumentos que impidan que quienes hacen política, y acceden a cargos de elección popular, valiéndose de sus vínculos con grupos ilegales permanezcan dentro de las instituciones del Estado (Archivado).[9]
- Asegurar la prestación eficiente y continua de los servicios públicos, los que se prestarán por cada municipio cuando las características técnicas, económicas y las conveniencias generales lo permitan y aconsejen.[10]
- conmemorar los 50 años de haberse iniciado la obra del Minuto de Dios en el territorio nacional y exaltar la memoria del sacerdote Rafael García Herreros (Archivado).[11]
- Prohibir la venta de cigarrillos y demás productos de tabaco, de bebidas alcohólicas y de juegos de suerte y azar a menores de edad.[12]

## Juicio
La Fiscalía realizó el llamado a juicio contra Carlos García Orjuela, por falsas acusaciones de integrantes de las Autodefensas Unidas de Colombia.

### Absolución
Carlos García Orjuela fue absuelto por la Corte Suprema de Justicia. El Tribunal Administrativo de Cundinamarca condenó al Estado, representado en la Rama Judicial y a la Fiscalía General de la Nación a ofrecer disculpas públicas a Carlos García Orjuela y a los electores del departamento del Tolima. En junio de 2015 La Fiscalía General de la Nación ofreció disculpas públicas al expresidente del Congreso Carlos Armando García Orjuela por “haber sometido al exsenador a un proceso penal infructuoso que terminó con su absolución”.

## Reconocimientos
- Recibió la condecoración "Orden Cacique Calarcá" del Gobierno del Tolima.